# Saint-Hilaire-en-Lignières
Saint-Hilaire-en-Lignières è un comune francese di 516 abitanti situato nel dipartimento del Cher, nella regione del Centro-Valle della Loira.

## Società

### Evoluzione demografica
Abitanti censiti